# Felis silvestris cafra

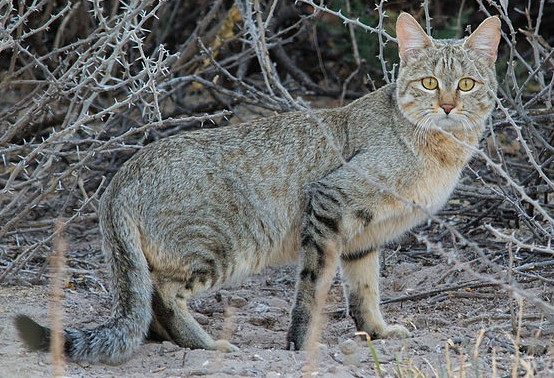
Felis silvestris cafra

Felis silvestris cafra або Felis lybica cafra — один з підвидів африканського степового кота. Іноді вважають підвидом лісового кота (Felis silvestris cafra), в ревізії таксономії, прийнятої в 2017 році, вважається підвидом африканського степового кота. У 2007 році на основі генетичного аналізу був визнаний окремим підвидом. Ареал охоплює Південно-Східну Африку. Морфологічні дані свідчать про те, що межа між підвидами в Африці проходить на південному сході континенту, в районі Танзанії і Мозамбіку.

## Характеристика
Тіло Felis silvestris cafra покрито вертикальними смужками, контрастність яких може варіюватися від блідого до досить виразного. Малюнок на хвості включає чорні кільця і чорний кінчик. Підборіддя і горло білі, а груди зазвичай блідіше, ніж інша частина тіла. Ноги — чорні. Існує два забарвлення: залізно-сірий, із чорними і білявими плямами, і рудувато-сірий, з меншою кількістю чорних плям і великою кількістю вохристих плям. За зовнішнім виглядом він дуже схожий на домашню кішку, хоча ноги пропорційно довше. Найбільш відмінною характеристикою є багатий червонувато-коричневий відтінок з зовнішньої сторони вух, на животі і на задніх лапах. Довжина тіла становить 46—66,5 см, довжина хвоста — 25—36 см; вага дорослої тварини досягає 2,4—5,5 кг.

## Екологія
Felis silvestris cafra — здебільшого нічні хижаки, які вдень сплять. Це поодинокі тварини, за винятком сезону парування і виховання дитинчат. Сильно розвинена територіальна поведінка. Вони є хижаками, які адаптуються — воліють полювати на дрібних гризунів, але вони взмозі змінювати свою дієту, в залежності від достатності й доступності здобичі в сезонах. Полюють вони на дрібних ссавців, птахів, рептилій, амфібій, комах та інших безхребетних. Найбільша здобич: зайці, довгоногові і цесаркові.

## Етимологія
лат. cafra — вказує на Каффрарію, територію, звідки походять зразки південноафриканських диких котів. 